# Barthélémy de Theux de Meylandt
Barthélémy Théodore, Conde de Theux de Meylandt foi um político belga. Ele foi primeiro-ministro da Bélgica em três ocasiões; 1834-1840, 1846-1847 e 1871-1874.